# Balić
Pour les articles homonymes, voir Balić (homonymie).
Balaj en albanais et Balić en serbe latin (en serbe cyrillique : Балић) est une localité du Kosovo située dans la commune/municipalité de Ferizaj/Uroševac, district de Ferizaj/Uroševac (Kosovo) ou district de Kosovo (Serbie). Selon le recensement kosovar de 2011, elle compte 992 habitants, tous albanais.

## Démographie

### Évolution historique de la population dans la localité
| 1948 | 1953 | 1961 | 1971 | 1981 | 1991  | 2011 |
| ---- | ---- | ---- | ---- | ---- | ----- | ---- |
| 416  | 466  | 551  | 687  | 933  | 1 189 | 992  |

|  |